# Джалаль Талебі
Джалаль Талебі (перс. جلال طالبی, нар. 23 березня 1942, Тегеран, Іран) — іранський футболіст, що грав на позиції півзахисника. По завершенні ігрової кар'єри — тренер.
Виступав за клуби «Дараеї» (Тегеран) та «Тадж», а також національну збірну Ірану.

## Клубна кар'єра
У дорослому футболі дебютував 1960 року виступами за команду клубу «Дараеї» (Тегеран), в якій провів чотири сезони.
1964 року перейшов до клубу «Тадж», за який відіграв чотири сезони. Завершив професійну кар'єру футболіста виступами за команду «Естеглал» 1967 року.

## Виступи за збірну
1964 року дебютував в офіційних матчах у складі національної збірної Ірану. Протягом кар'єри у національній команді, яка тривала чотири роки, провів у формі головної команди країни 26 матчів, забивши один гол.

## Кар'єра тренера
Розпочав тренерську кар'єру, повернувшись до футболу після невеликої перерви, 1973 року, очоливши тренерський штаб клубу «Дараеї» (Тегеран). 1976 року став головним тренером молодіжної збірної Ірану, яку тренував два роки. 1996 року очолював команду сінгапурського клубу «Гейланг Юнайтед».
1998 року очолював тренерський штаб збірної Ірану, у тому числі на чемпіонаті світу 1998 року у Франції. 2000 року знову прийняв пропозицію попрацювати у збірній Ірану, цього разу готував команду до участі в кубку Азії з футболу 2000 року в Лівані.
Протягом 2001 року був головним тренером збірної Сирії.
Останнім місцем тренерської роботи був сирійський клуб «Талія», головним тренером команди якого Джалаль Талебі був з 2005 по 2006 рік.

## Титули і досягнення
- Срібний призер Азійських ігор: 1966
- Переможець Чемпіонату Західної Азії: 2000